# Iglesia de San Cristóbal (Cuzco)
La Iglesia de San Cristóbal es una iglesia católica ubicada en la ciudad del Cuzco, Perú. Se encuentra ubicada en el extremo oeste de la plaza del Colcampata en el cerro Sacsayhuamán siendo paso obligado en el camino entre la Plaza de Armas y las ruinas de Sacsayhuamán. Debido a su ubicación, es la iglesia que se encuentra en mayor altitud de la ciudad y puede ser vista desde la misma plaza y diversos puntos de la zona monumental del Cusco. 

## Historia
La iglesia fue construida en el siglo XVI por iniciativa de Cristóbal Paullu Inca, príncipe inca hermano de Huáscar, Atahuallpa y Manco Inca a quien los conquistadores le adjudicaron el solar que hoy ocupa la iglesia y el mismo Colcampata. Paullu Inca apoyó a los conquistadores españoles contra las huestes de sus hermanos y hacia 1543 se bautizó imponiéndosele el nombre de Cristóbal en homenaje a San Cristóbal de Licia. Fue grande su amistad con el delegado español Cristóbal Vaca de Castro en cuyo honor se construyó una capilla. Hacia 1560, la capilla fue elevada a la categoría de parroquia de indios por Juan Polo de Ondegardo y Zárate en cumplimiento de la provisión hecha por el virrey Andrés Hurtado de Mendoza.
El terremoto de 1650 destruyó la capilla y en su reconstrucción se hizo el edificio actual así como la torre campanario que domina el centro de la ciudad. La reconstrucción estuvo a cargo del arquitecto Marcos Uscamayta. La reconstrucción fue auspiciada por el obispo Manuel de Mollinedo y Angulo cuyo escudo se mantiene hoy en la base de la torre.  Sólo la torre, las puertas que dan a la plaza del Colcampata y el coro están construidas en piedra siendo el resto del edificio hecho de adobe.
Desde 1972 el inmueble forma parte de la Zona Monumental del Cusco declarada como Monumento Histórico del Perú. Asimismo, en 1983 al ser parte del casco histórico de la ciudad del Cusco, forma parte de la zona central declarada por la UNESCO como Patrimonio Cultural de la Humanidad.
En el año 2007 se encontró, enterrados debajo de la iglesia los restos del fundador de la misma, el príncipe inca Cristóbal Paullu Inca.

## Descripción

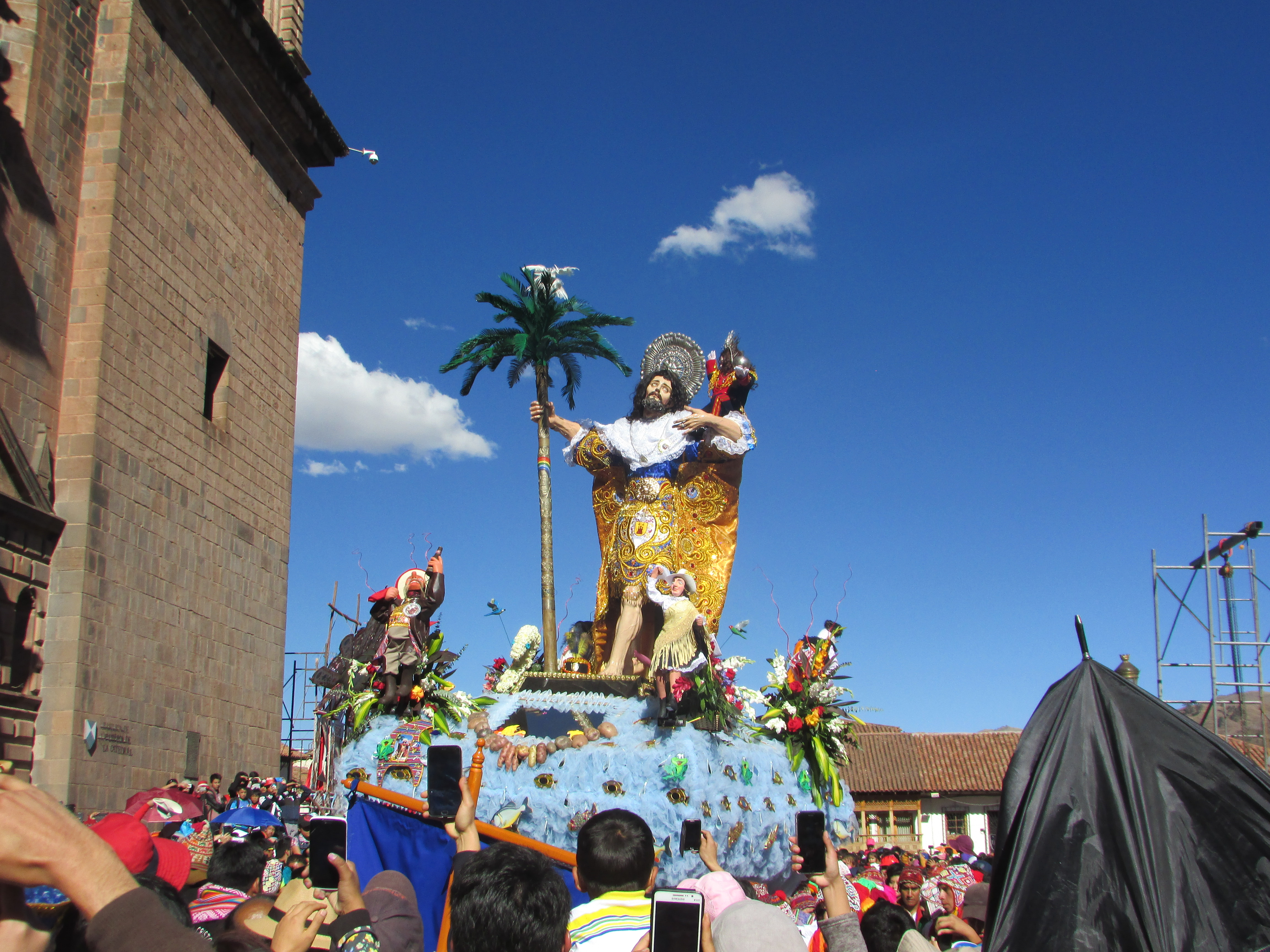
Efigie de San Cristóbal durante las celebraciones del Corpus Christi en Cusco

La iglesia tiene una planta de cruz latina con una sola nave. La portada principal está orientada lateralmente hacia el oriente a la plaza Colcampata. En su extremo sur se levanta la torre campanario con ocho ventanales que terminan en una cúpula flanqueada por pináculos. El interior de la iglesia tiene una cubierta de dos aguas con la técnica de par y nudillo, cuenta con un coro al pie de la nave y un retablo mayor de dos cuerpos, con columnas en distintos planos y ornamentación recargada. En el segundo cuerpo, destacan diversas pinturas y la imagen de la virgen en el nicho central. en la parte superior del retablo, se observa un relieve de Cristo, en los muros laterales se aprecian pinturas representando a San Miguel Arcángel, el martirio de San Pedro, Salomé y Herodes. Por último, destaca la imagen de San Cristóbal, principal efigie de la iglesia, la misma que participa en las festividades del Corpus Christi.

#### Libros y publicaciones
- Angles Vargas, Víctor (1983). Historia del Cusco (Cusco Colonial) Tomo II Libro Primero. Lima: Industrialgrafica S.A.
- Angles Vargas, Víctor (1988). Historia del Cusco Incaico Tomo I. Lima: Industrialgráfica S.A.
- Kubler, George (1953). «Cuzco Reconstrucción de la ciudad y restauración de sus monumentos Informe de la misión enviada por la Unesco en 1951». UNESCO. Consultado el 26 de agosto de 2019.

- Datos: Q70759876
- Multimedia: Iglesia de San Cristóbal (Cusco) / Q70759876